# Шпринц
Шпринц (словен. Šprinc) — поселення в общині Разкрижє, Помурський регіон, Словенія. Висота над рівнем моря: 271,3 м.